# Urszula Kierzkowska
Urszula Anna Kierzkowska (ur. 13 października 1967 w Krakowie) – polska polityk, samorządowiec, prawnik, burmistrz dzielnic Wola, Ursynów, Ursus i Bemowo, wiceburmistrz Woli. Od 2018 do 2024 burmistrz dzielnicy Bemowo oraz radna sejmiku województwa mazowieckiego.

## Życiorys
Absolwentka Wydziału Prawa i Administracji Uniwersytetu Warszawskiego, ukończyła aplikację radcowską Okręgowej Izbie Radców Prawnych w Warszawie. Jest absolwentką podyplomowych studiów: Organizacji i Zarządzania na Politechnice Białostockiej, Bezpieczeństwa Informacyjnego na Akademii Obrony Narodowej oraz Master of Business Administration.
W latach 2006–2009 pełniła funkcję zastępcy burmistrza Woli, opuszczając urząd, aby tymczasowo objąć stanowisko burmistrza Ursynowa po opuszczeniu urzędu przez wieloletniego burmistrza Tomasza Mencinę w wyniku tzw. afery ursynowskiej. Pełniła tę funkcję do wyborów samorządowych w 2010 roku, po których ponownie została radną dzielnicy Wola. Tego samego roku została wybrana na burmistrza Woli, pełniąc tę funkcję do czasu kolejnych wyborów. W latach 2014–2018 burmistrz dzielnicy Ursus.
W wyniku wyborów samorządowych w 2018 roku została wybrana na urząd radnej w Sejmiku Województwa Mazowieckiego oraz burmistrza dzielnicy Bemowo.